# Olympische Winterspiele 1988/Teilnehmer (Finnland)
| Gelbes Symbol für Goldmedaillen mit stilisierten Olympischen Ringen | Graues Symbol für Silbermedaillen mit stilisierten Olympischen Ringen | Braundes Symbol für Bronzemedaillen mit stilisierten Olympischen Ringen |
| ------------------------------------------------------------------- | --------------------------------------------------------------------- | ----------------------------------------------------------------------- |
| 4                                                                   | 1                                                                     | 2                                                                       |

Finnland nahm an den Olympischen Winterspielen 1988 im kanadischen Calgary mit einer Delegation von 53 Athleten in sieben Disziplinen teil, davon 46 Männer und 7 Frauen. Mit vier Goldmedaillen, einer Silbermedaille und zwei Bronzemedaillen war Finnland die vierterfolgreichste Mannschaft bei den Spielen.
Fahnenträger bei der Eröffnungsfeier war der Eisschnellläufer Pertti Niittylä.

## Teilnehmer nach Sportarten

### Biathlon
- Harri Eloranta
10 km Sprint: 25. Platz (27:15,2 min)
20 km Einzel: 50. Platz (1:05:10,6 h)

- Arto Jääskeläinen
20 km Einzel: 58. Platz (1:09:29,5 h)
4 × 7,5 km Staffel: 12. Platz (1:30:54,4 h)

- Antero Lähde
10 km Sprint: 42. Platz (27:59,9 min)
4 × 7,5 km Staffel: 12. Platz (1:30:54,4 h)

- Tapio Piipponen
10 km Sprint: 7. Platz (26:02,2 min)
20 km Einzel: 8. Platz (58:18,3 h)
4 × 7,5 km Staffel: 12. Platz (1:30:54,4 h)

- Juha Tella
10 km Sprint: 41. Platz (27:58,3 min)
20 km Einzel: 38. Platz (1:03:39,0 h)
4 × 7,5 km Staffel: 12. Platz (1:30:54,4 h)

### Eishockey
Männer
| - Jarmo Myllys - Jukka Tammi - Timo Blomqvist - Kari Eloranta - Jyrki Lumme - Jukka Virtanen - Arto Ruotanen - Reijo Ruotsalainen - Simo Saarinen - Kai Suikkanen - Raimo Helminen | - Iiro Järvi - Esa Keskinen - Erkki Laine - Kari Laitinen - Erkki Lehtonen - Reijo Mikkolainen - Janne Ojanen - Timo Susi - Pekka Tuomisto - Teppo Numminen - Jari Torkki |

- Silber

### Eisschnelllauf
Männer
- Timo Järvinen
5000 m: 18. Platz (6:56,68 min)
10.000 m: 17. Platz (14:27,69 min)

- Pertti Niittylä
1500 m: 25. Platz (1:56,48 min)
5000 m: 16. Platz (6:55,18 min)
10.000 m: 15. Platz (14:26,57 min)

### Nordische Kombination
- Sami Leinonen
Einzel (Normalschanze / 15 km): 17. Platz (400,590)

- Jouko Parviainen
Einzel (Normalschanze / 15 km): 33. Platz (382,420)
Mannschaft (Normalschanze / 10 km): 7. Platz (1:25:38,3 min)

- Pasi Saapunki
Einzel (Normalschanze / 15 km): 15. Platz (402,740)
Mannschaft (Normalschanze / 10 km): 7. Platz (1:25:38,3 min)

- Jukka Ylipulli
Einzel (Normalschanze / 15 km): 16. Platz (401,010)
Mannschaft (Normalschanze / 10 km): 7. Platz (1:25:38,3 min)

### Ski Alpin
Frauen
- Nina Ehrnrooth
Riesenslalom: Rennen nicht beendet
Slalom: Rennen nicht beendet

### Skilanglauf
Männer
- Aki Karvonen
15 km klassisch: 20. Platz (43:54,5 min)
30 km klassisch: 19. Platz (1:29:49,5 h)

- Harri Kirvesniemi
15 km klassisch: 8. Platz (42:42,8 min)
30 km klassisch: 9. Platz (1:26:59,6 h)
50 km Freistil: 22. Platz (2:11:41,8 h)
4 × 10 km Staffel: 8. Platz (1:48:24,0 h)

- Heikki Kivikko
50 km Freistil: 29. Platz (2:12:27,1 h)

- Jari Laukkanen
15 km klassisch: 25. Platz (44:22,0 min)
30 km klassisch: 52. Platz (1:35:51,6 h)
4 × 10 km Staffel: 8. Platz (1:48:24,0 h)

- Jari Räsänen
15 km klassisch: 30. Platz (45:04,5 min)
4 × 10 km Staffel: 8. Platz (1:48:24,0 h)

- Kari Ristanen
30 km klassisch: 27. Platz (1:31:05,2 h)
50 km Freistil: 7. Platz (2:08:08,1 h)
4 × 10 km Staffel: 8. Platz (1:48:24,0 h)

- Antti Ticklén
50 km Freistil: 45. Platz (2:18:41,8 h)

Frauen
- Eija Hyytiäinen
20 km Freistil: 32. Platz (1:02:06,9 h)

- Marja-Liisa Kirvesniemi
5 km klassisch: 5. Platz (15:16,7 min)
10 km klassisch: 9. Platz (30:57,0 min)
20 km Freistil: 11. Platz (58:45,6 min)
4 × 5 km Staffel: Bronze  (1:01:53,8 h)

- Pirkko Määttä
5 km klassisch: 16. Platz (15:51,8 min)
10 km klassisch: 7. Platz (30:52,4 min)
4 × 5 km Staffel: Bronze  (1:01:53,8 h)

- Marjo Matikainen
5 km klassisch: Gold  (15:04,0 min)
10 km klassisch: Bronze  (30:20,5 min)
20 km Freistil: 12. Platz (58:50,7 min)
4 × 5 km Staffel: Bronze  (1:01:53,8 h)

- Tuulikki Pyykkönen
5 km klassisch: 12. Platz (15:38,1 min)
10 km klassisch: 29. Platz (32:37,7 min)

- Jaana Savolainen
20 km Freistil: 28. Platz (1:01:26,8 h)
4 × 5 km Staffel: Bronze  (1:01:53,8 h)

### Skispringen
- Risto Laakkonen
Normalschanze: 23. Platz (183,2)

- Ari-Pekka Nikkola
Normalschanze: 15. Platz (190,7)
Großschanze: 16. Platz (189,0)
Mannschaft: Gold  (634,4)

- Matti Nykänen
Normalschanze: Gold  (229,1)
Großschanze: Gold  (224,0)
Mannschaft: Gold  (634,4)

- Jari Puikkonen
Normalschanze: 7. Platz (199,1)
Großschanze: 11. Platz (194,6)
Mannschaft: Gold  (634,4)

- Pekka Suorsa
Großschanze: 38. Platz (163,4)

- Tuomo Ylipulli
Mannschaft: Gold  (634,4)